# Strawczyn
Strawczyn – wieś w Polsce, położona w województwie świętokrzyskim, w powiecie kieleckim, w gminie Strawczyn.
W latach 1975–1998 miejscowość administracyjnie należała do województwa kieleckiego.
Miejscowość jest siedzibą gminy Strawczyn. Położona jest przy drodze wojewódzkiej nr 748 Miedziana Góra – Ruda Strawczyńska.
Rodzinna wieś Stefana Żeromskiego i Grzegorza Wawrzeńczyka.
W 1784 r. miejscowość należąca do powiatu Chęciny w województwie sandomierskim była własnością Gosławskiego.
Strawczyn jest punktem początkowym  zielonej ścieżki rowerowej.
W Strawczynie odbywa się latem coroczne święto gminy – „Strawczynada”.

## Części wsi
| SIMC    | Nazwa          | Rodzaj    |
| ------- | -------------- | --------- |
| 1017215 | Burdawa        | część wsi |
| 1017221 | Drabów         | część wsi |
| 1017238 | Folwark        | część wsi |
| 1017244 | Góra           | część wsi |
| 1017250 | Kamieniec      | część wsi |
| 1017267 | Pod Cmentarzem | część wsi |
| 1017273 | Podłosinie     | część wsi |
| 1017280 | Stara Wieś     | część wsi |
| 1017296 | Wilczków       | część wsi |

## Zabytki
Kościół pw. Wniebowzięcia NMP, wzniesiony w 1629 r. dzięki staraniom Krzysztofa Gawrońskiego. Został konsekrowany w 1685 r. 1 listopada 1864 r. ochrzczony był tutaj Stefan Żeromski, dowodem czego jest przechowywana w parafii metryka jego chrztu.
Kościół został wpisany do rejestru zabytków nieruchomych (nr rej.: A.467 z 3.12.1956 i z 15.02.1967).